# ポルタコマーロ
ポルタコマーロ（イタリア語: Portacomaro）は、イタリア共和国ピエモンテ州アスティ県にある、人口約2,000人の基礎自治体（コムーネ）。

## 名称
標準イタリア語以外では以下の名称を持つ。
- ピエモンテ語: Portacomé

## 地理

### 位置・広がり
アスティ県北東部のコムーネで、県都アスティに隣接する。ポルタコマーロの集落は、アスティの北東約7km、アレッサンドリアの西北西約28km、州都トリノの南南東約47kmに位置する。
コムーネの領域は複雑に入り組んでおり、本村のある北西部と南東部の間には、アスティとスクルツォレンゴに挟まれた狭隘部がある。

#### 隣接コムーネ
隣接するコムーネは以下の通り。
- カッリアーノ・モンフェッラート - 北
- スクルツォレンゴ - 北東
- カスタニョーレ・モンフェッラート - 東
- アスティ - 南西

#### 地震分類
イタリアの地震リスク階級 (it) では、4 に分類される
。

## 社会

### 経済・産業
ポルタコマーロは、イタリアの全国ワイン都市協会 (it:Associazione nazionale città del vino) に加盟している。

## 人物

### 著名な出身者
- ヴァレリオ・アリ - 陸上競技選手。

### ゆかりの人物
- フランシスコ - ローマ教皇。父がポルタコマーロ出身。